# کان تاشانر
کان تاشانر (به ترکی استانبولی: Kaan Taşaner) زادهٔ (۲۳ آوریل ۱۹۷۹) بازیگر اهل ترکیه است.
وی از سال ۱۹۹۸ میلادی تاکنون مشغول فعالیت بوده است از فیلم‌ها یا برنامه‌های تلویزیونی که وی در آن ایفای نقش کرده است می‌توان به گناه فاطماگل چه بود؟، کوزی گونی، قیام ارطغرل و شربت زغال‌اخته اشاره کرد.

## جوایز
| جوایز | جوایز                      | جوایز                      | جوایز                |
| سال   | جایزه                      | عنوان                      | فیلم                 |
| ----- | -------------------------- | -------------------------- | -------------------- |
| ۲۰۱۲  | جایزه TelevizyonDizisi.com | بهترین بازیگر نقش مکمل مرد | گناه فاطماگل چه بود؟ |